# 元法僧
元法僧（455年—537年10月21日），河南郡洛阳县（今河南省洛阳市东）人，北魏的宗室、官员，曾在525年短暂自立为帝。后投降南梁。

## 生平
元法僧是魏道武帝拓跋珪的玄孙，阳平王拓跋熙的曾孙，淮南靖王拓跋他的孙子，拓跋钟葵之子。自太尉行参军转任通直郎，宁远将军，司徒·司马掾，龙骧将军，益州刺史。元法僧素无才干，又贪婪暴虐，喜杀戮。515年，元法僧代替傅竖眼作益州刺史，王贾诸姓，州内人士合境皆反，梁武帝萧衍遣益州刺史鄱阳王萧恢、大将张齐率众进攻益州，元法僧派他的儿子元景隆带兵抗击张齐，元景隆大败。516年，傅竖眼复职，才击败张齐的梁军。徵拜光禄大夫，出任平东将军、兗州刺史，转安东将军、徐州刺史。
元法僧依附权臣元乂，元乂被杀后，孝昌元年（525年）正月十五庚申，元法僧杀行台高谅、中书舍人张文伯、安东长史元显和，在彭城谋反，自称皇帝，年号天启。北魏发兵讨伐，元法僧便派他的儿子元景仲来梁朝投降。梁武帝派散骑常侍朱异为使去见元法僧，又任命宣城郡太守元略为大都督，令元略与将军陈庆之等人率兵接应。
北魏安乐王元鉴率兵讨伐元法僧，在彭城南击败元略，元略与几十名骑兵逃入城中。元鉴大意，被元法僧击败，单人匹马逃去。正月廿九甲戌，梁朝任命元法僧为司空，封始安郡公，很快改封宋王。三月廿五己巳，梁朝任命元景隆为衡州刺史，元景仲为广州刺史。梁武帝召元法僧及元略回建康，元法僧驱赶彭城官民万人南渡。
532年正月初一，梁武帝任命元法僧为太尉。二月壬寅，太尉元法僧为东魏王，想让他回到北朝，兖州刺史羊侃为军司马，与元法僧同行。之后，梁武帝听说北魏朝廷已经安定，十二月廿一，再次任命太尉元法僧为郢州刺史，大同二年（536年）四月廿五梁武帝任命骠骑大将军、开府仪同三司元法僧为侍中、太尉，领军师将军，大同三年闰九月甲子（537年10月21日），元法僧去世，虚岁八十三，谥号襄厉王。

## 家庭

### 兄弟
- 元法寿，北魏平东将军、光禄大夫

### 儿子
- 元景隆，南梁使持节、都督广越交桂等十三州诸军事、征南将军、平越中郎将、广州刺史、彭城王
- 元景仲，南梁左卫将军、广州刺史、平昌郡王

## 延伸阅读
[在维基数据编辑]
 《梁書·卷39》，出自姚思廉《梁書》